# Diocèse d'Aléria
Le diocèse d'Aléria (en latin : Dioecesis Aleriensis) est un ancien diocèse de l'Église catholique en France. Il est un des six diocèses historiques de l'île de Corse.
En avril 2002, le titre d'évêque d'Aléria est restauré comme siège titulaire.

## Histoire
Le diocèse d'Aléria est érigé au VIe siècle.
Par la bulle Cum universis du 27 avril 1092, le pape Urbain II en fait un diocèse suffragant de l'archidiocèse métropolitain de Pise.
En 1578, les évêques d'Aléria établissent leur résidence à Cervione.
Le diocèse est supprimé par la Constitution civile du clergé, adoptée par l'Assemblée nationale constituante le 12 juillet 1790 et sanctionnée par Louis XVI le 24 août suivant. Sa suppression n'est pas reconnue par le pape Pie VI. Mais, à la suite du Concordat de 1801, il n'est pas rétabli : par la bulle Qui Christi Domini du 29 novembre 1801, le pape Pie VII supprime le siège épiscopal et incorpore le territoire du diocèse dans celui d'Ajaccio.
En avril 2002, le titre d'évêque d'Aléria est restauré comme siège titulaire. Depuis le 21 juin 2002, Guido Fiandino (de), évêque auxiliaire émérite de Turin, est l'évêque titulaire d'Aléria.

## La cathédrale et la pieve religieuse
D'après Geneviève Moracchini-Mazel  l'église San Marcellu (Saint-Marcel) d'Aléria faisait office de cathédrale de l'évêché d'Aléria (composé de 23 pievi selon elle) et d'église piévane (appelée aussi « piévanie » ou « pieve »). L'église devenue paroissiale a été profondément remaniée au XIXe siècle.
Après le déménagement de l'évêché à Cervione, c'est la cathédrale Saint-Érasme de Cervione qui tient lieu de siège épiscopal.

## Territoire
Le diocèse d'Aléria était le plus vaste de la Corse. Il occupait le centre-est de l'île. Il confinait : au nord, avec le celui de Mariana et celui d'Accia ; au sud, avec celui d'Ajaccio ; et, à l'ouest, avec celui de Sagone. Il comprenait, en outre, deux exclaves : la piève d'Aregnu, à l'extrême nord-ouest du diocèse de Mariana, dont elle avait été distraite, et la piève de Carbini, à l'extrême sud-est du diocèse d'Ajaccio, qui semble avoir subi le même sort.

« L'évêché d'Aléria a un revenu de deux mille ducats ; il comprend dix-neuf pièves qui sont : Giovellina, Campoloro, Verde, Opino, Serra, Bozio, Alesani, Orezza, Vallerustie, Talcini, Venaco, Rogna, Cursa, Coasina, Castello, Aregno, Matra, Niolo et Carbini dans le Delà des Monts. »

— Agostino Giustiniani in Dialogo nominato Corsica - Traduction de l'Abbé Letteron in Histoire de la Corse, Description de la Corse - Tome I, p. 83.